# Falko Krismayr
Falko Krismayr est un sauteur à ski autrichien, devenu en février 2020 entraîneur de saut de l'équipe de Finlande de combiné nordique.

## Championnats du Monde Junior
- Championnats du monde junior de saut à ski 1997 à Canmore  Canada:
  -  Médaille de bronze.
  -  Médaille de bronze par équipe.

## Coupe du Monde
- Meilleur classement final: 80e en 1998.
- Meilleur résultat: 23e.

## Coupe Continentale
- 2e en 1998.